# أونشي أو بويس
أونشي أو بويس (بالفرنسية: Auchy-au-Bois)‏ هي بلدية تقع في إقليم باد كاليه من منطقة نور با دو كاليه في شمال فرنسا. تبلغ مساحة هذه المدينة 4.27 (كم²)، وترتفع عن سطح البحر 89 م، يبلغ عدد سكانها 460 نسمة حسب إحصاء المعهد الوطني للإحصاء والدراسات الاقتصادية سنة 2009 م. وترأس Claudine Vincent البلدية خلال فترة (2008-2014).